# Piedmont (Alabama)
Piedmont est une ville située dans les comtés de Calhoun et de Cherokee dans l'État de l'Alabama.

## Géographie
D'après le bureau du recensement des États-Unis, la superficie de la ville est de 25 km2.

### Démographie
Au recensement de 2000, la population était de 5 120 hab dont 2 221 ménages et 1 481 familles résidentes. La densité était de 98,8 hab/km2.
La répartition ethnique était de 88.77 d'Euro-Américains et 9,38 % d'Afro-Américains. Le revenu moyen par habitant était de 14 220 dollars avec 22,8 % sous le seuil de pauvreté.
| 1880 | 1890 | 1900  | 1910  | 1920  | 1930  | 1940  | 1950  |
| ---- | ---- | ----- | ----- | ----- | ----- | ----- | ----- |
| 381  | 711  | 1 745 | 2 226 | 2 645 | 3 668 | 4 019 | 4 498 |

| 1960  | 1970  | 1980  | 1990  | 2000  | 2010  | - | - |
| ----- | ----- | ----- | ----- | ----- | ----- | - | - |
| 4 794 | 5 063 | 5 544 | 5 288 | 5 120 | 4 878 | - | - |

## Histoire
Le peuplement de la région qui correspond aujourd'hui à Piedmont commence dans les années 1840. À l'origine, son nom, Cross Plain, est donné par le major Jacob Forney Dailey qui achète des terres dans la région.
Pendant la reconstruction après la guerre de Sécession, un incident raciste a affecté la ville. Un missionnaire nordiste, William Luke est lynché avec d'autres hommes en 1870. À cette époque, la voie ferrée reliant Washington à La Nouvelle-Orléans devait passer par cette région du nord-est de l'Alabama. Cependant, les activités du Ku Klux Klan ont modifié ces plans au profit de la ville d'Anniston.
La ville a pris le nom de Piedmont (« au pied des montagnes ») en 1888.

## Source
- (en) Cet article est partiellement ou en totalité issu de l’article de Wikipédia en anglais intitulé « Piedmont, Alabama » (voir la liste des auteurs).